# Tương đậu đỏ
Tương đậu đỏ (tiếng Trung phồn thể:豆沙/紅豆沙; tiếng Trung giản thể:豆沙/红豆沙; tiếng Nhật:餡こ hay 小豆餡; tiếng Hàn: 팥소) hay mứt đậu đỏ, còn được gọi là adzuki bean paste hoặc anko (trong tiếng Nhật), là một loại bột nhão làm từ đậu đỏ (còn gọi là "azuki bean"), được sử dụng trong ẩm thực Đông Á. Tương được chuẩn bị bằng cách đun sôi đậu, sau đó nghiền hoặc nghiền. Ở giai đoạn này, hỗn hợp có thể được làm ngọt hoặc để nguyên. Màu của hỗn hợp thường là màu đỏ sẫm, có được từ vỏ đậu. Trong ẩm thực Hàn Quốc, đậu đỏ (thường là loại đậu đen) cũng có thể được xát vỏ trước khi nấu, tạo thành hỗn hợp sệt màu trắng. Cũng có thể loại bỏ vỏ bằng cách sàng sau khi nấu, nhưng trước khi làm ngọt, tạo ra một loại bột màu đỏ mịn và đồng nhất hơn.

## Từ nguyên học
Trong tiếng Nhật, một số tên được dùng để chỉ tương đậu đỏ; chúng bao gồm an (餡 an), anko (餡子 anko)  và ogura (小倉 ogura). Nói một cách chính xác, thuật ngữ an có thể đề cập đến hầu hết mọi loại bột ngọt, có thể ăn được, nghiền nát, trong đó azukian (小豆餡 azukian)  đề cập cụ thể đến loại bột nhão được làm bằng đậu đỏ, mặc dù không có tiêu chuẩn định tính của đậu đỏ. Hình thức phổ biến khác của một bao gồm shiroan (白餡 shiroan, "white bean paste")  được làm từ đậu hải quân hoặc đậu trắng khác, đậu xanh và kurian (栗餡 kurian)  được làm từ hạt dẻ.
Tương tự, thuật ngữ Trung Quốc dòushā (豆沙), áp dụng cho tương đậu đỏ khi được sử dụng mà không có định tính, mặc dù hóngdòushā (紅豆沙) có nghĩa rõ ràng là "bột đậu đỏ."
Trong tiếng Hàn, pat (팥, " V. angularis ") đối lập với kong (콩, "đậu"), thay vì được coi là một loại của nó. Kong ("đậu") thường có nghĩa là đậu nành. Như vậy (소) có nghĩa là "nhân", từ patso (팥소) Có nghĩa là "nhân pat", với tương đen-đỏ không đường như nguyên mẫu của nó. Dan (단, "ngọt ngào") gắn với patso tạo nên danpat-so (단팥소), bột đậu đỏ ngọt, thường được gọi là danpat (단팥; "pat ngọt "). Geopi (거피, "vỏ, lột da, lột vỏ, lột vỏ, v.v.")  gắn vào pat tạo nên geopipat (거피팥), đậu đỏ đã tách vỏ  và bột nhão trắng làm từ geopipat được gọi là geopipat-so (거피팥소).

## Các loại
Nhân đậu đỏ được phân loại theo độ đặc, ngọt, màu sắc.

### Trung Quốc
Trong ẩm thực Trung Quốc, các loại phổ biến nhất là:
- Nghiền: Đậu đỏ đun sôi với đường và nghiền. Bột nhão mịn với các mảnh đậu vỡ và vỏ đậu. Tùy thuộc vào kết cấu dự định, đậu có thể được nghiền mạnh hoặc nhẹ. Một số loại đậu chưa bóc vỏ cũng có thể được thêm lại vào bột đậu để tạo thêm kết cấu. Đây là loại nhân đậu đỏ phổ biến và được ăn nhiều nhất trong các loại bánh kẹo Trung Quốc. Nó cũng có thể được ăn riêng hoặc trong súp ngọt.
- Mềm: Đậu đỏ luộc không đường, tán nhuyễn và pha loãng thành dạng sền sệt. Sau đó, bùn được lọc qua rây để loại bỏ vỏ trấu, lọc và vắt khô bằng vải thưa. Mặc dù hỗn hợp khô có thể được làm ngọt và sử dụng trực tiếp, dầu, dầu thực vật hoặc mỡ lợn, thường được sử dụng để nấu hỗn hợp khô và cải thiện kết cấu và cảm giác miệng của nó. Nhân đậu mịn chủ yếu được dùng làm nhân bánh ngọt Trung Quốc.

### Nhật
Trong ẩm thực và bánh kẹo Nhật Bản, các loại phổ biến nhất là:
- Tsubuan (粒餡), đậu đỏ luộc với đường nhưng không qua xử lý
- Tsubushian (潰し餡), đậu được nghiền sau khi luộc
- Koshian (漉し餡), đã được đưa qua rây để loại bỏ vỏ đậu; loại phổ biến nhất
- Sarashian (晒し餡), đã được làm khô và hoàn nguyên bằng nước
- Ogura-an (小倉餡 ), là sự kết hợp giữa koshian và tsubuan.

### Hàn Quốc

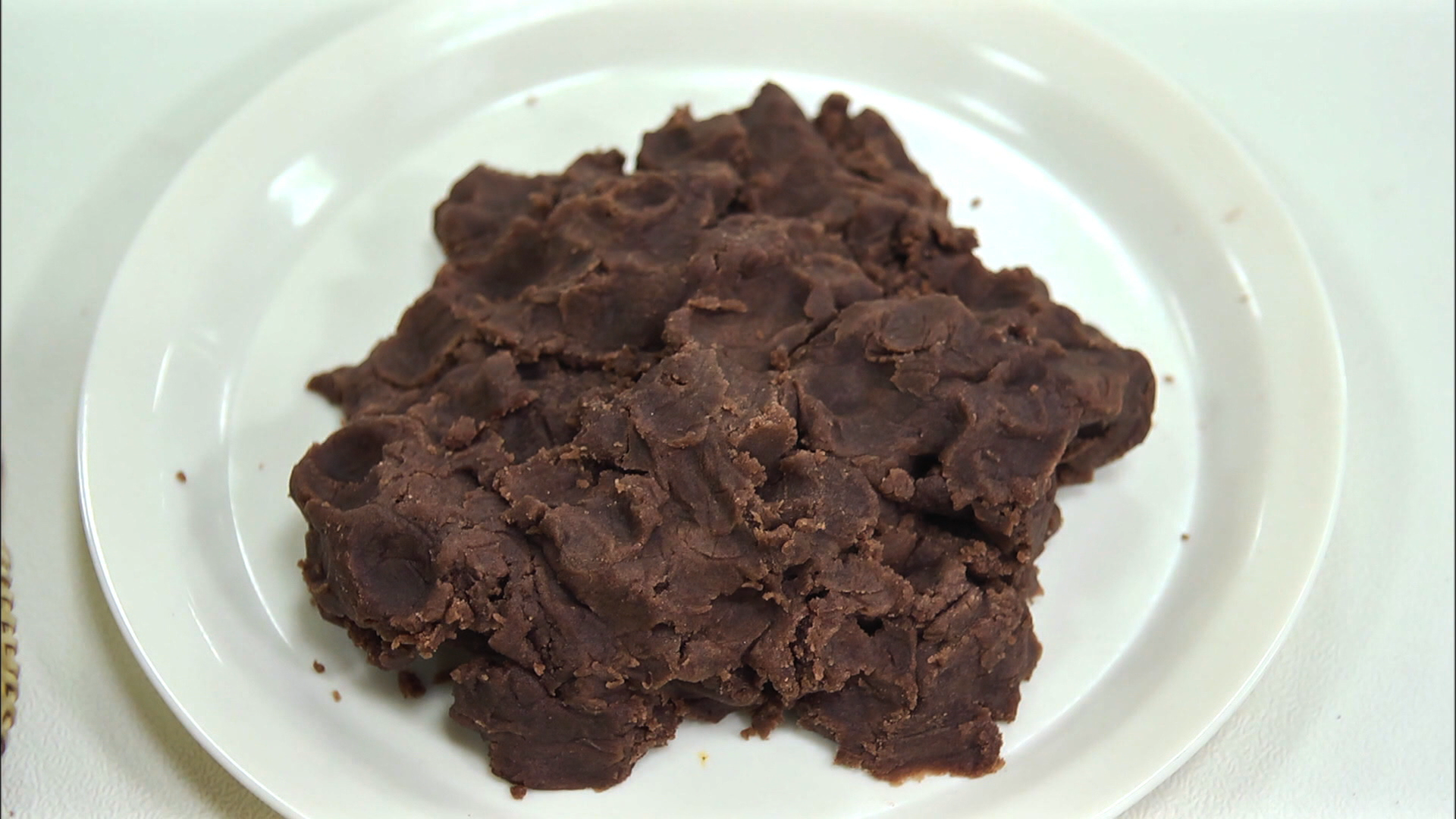
Patso (nhân đậu đỏ)

Trong ẩm thực và bánh kẹo Hàn Quốc, các loại phổ biến nhất là:
- Patso (팥소), bột nhão màu đỏ sẫm được làm bằng cách đun sôi và sau đó nghiền hoặc nghiền đậu đỏ. Có thể loại bỏ vỏ đậu hoặc không bằng cách rây hỗn hợp qua rây để bột mịn hơn.
- Danpat (단팥) hoặc danpat-so (단팥소), bột đậu đỏ ngọt, được làm bằng cách thêm mật ong hoặc đường khi làm patso. Vỏ đậu thường được loại bỏ để làm cho hỗn hợp mịn hơn.
- Geopipat-so (거피팥소), bột nhão trắng được làm bằng cách đun sôi đậu đỏ đã tách vỏ, sau đó nghiền hoặc nghiền.

## Công dụng

### Trung Quốc
Bột đậu đỏ được sử dụng trong nhiều món ăn Trung Quốc, chẳng hạn như:
- Chè đậu đỏ (tiếng Trung: 紅豆湯/紅豆沙; Hán-Việt: Hồng đậu thang/hồng đậu sa; bính âm: hóng dòu tāng /hóng dòu shā): Trong một số công thức nấu ăn, đậu đỏ được nấu chè. Nó thường được nấu chín và ăn với bánh trôi tàu (sủi dìn) và hạt sen. Đây hầu như luôn là một món tráng miệng.
- Bánh trôi tàu (tiếng Trung: 湯圓; Hán-Việt: Thang viên; bính âm: tāng yuán): Bánh trôi nhân ngọt như nhân đậu đỏ và luộc trong nước lã hoặc nước dùng ngọt.
- Bánh ú ngọt (Hán-Việt: tống tử): Gạo nếp và nhân đậu đỏ gói bằng lá tre, hấp hoặc luộc. Gạo nếp dùng để làm bánh tro thường được chế biến đặc biệt và có màu vàng.
- Bánh trung thu (tiếng Trung: 月餅; Hán-Việt: nguyệt bính; bính âm: yùe bĭng): Một loại bánh nướng bao gồm bột mỏng bao quanh nhân. Theo truyền thống, nhân bánh được làm từ nhiều nguyên liệu khác nhau, bao gồm hạt sen nghiền, bột đậu đỏ hoặc các loại nhân khác. Kết cấu của phần nhân này khá giống với nhân đậu đỏ. Nó được ăn phổ biến nhất vào Tết Trung thu.
- Bánh bao (tiếng Trung: 豆沙包; bính âm: dòu shā bāo): Bánh bột mỳ hấp với nhiều loại nhân mặn hoặc ngọt.
- Bánh rán (tiếng Trung: 煎堆; Hán-Việt: tiễn đôi; bính âm: Jiān duī): Bánh chiên làm từ bột gạo nếp, đôi khi có nhân đậu đỏ.
- Bánh đậu đỏ (tiếng Trung: 红豆糕; Hán-Việt: hồng đậu cao; bính âm: hóng dòu gāo): Là một loại bánh châu Á với nhân đậu đỏ ngọt. Nó được làm chủ yếu bằng đậu đỏ.

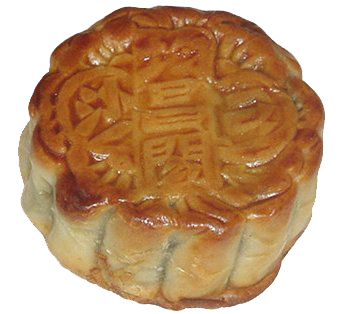
Bánh trung thu
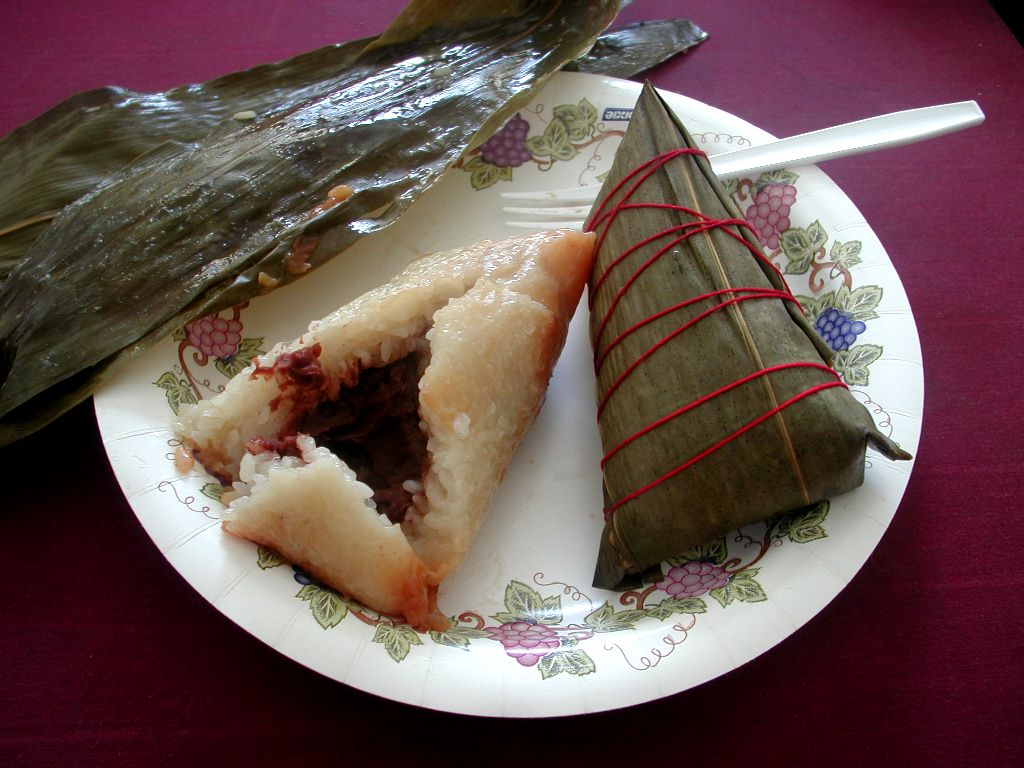
Bánh ú ngọt nhân đậu đỏ

### Nhật
Bột đậu đỏ được sử dụng trong nhiều món ngọt của Nhật Bản.
- Anmitsu: một món tráng miệng bao gồm bột đậu đỏ, những viên rau câu nhỏ và những miếng trái cây ăn kèm với xi-rô.
- Anpan: một loại bánh mì ngọt với nhân đậu đỏ.
- Daifuku: bánh giầy ngọt có nhân, nhân đậu đỏ phổ biến nhất.
- Anko dango: bánh trôi được phủ lên trên hoặc phủ đầy nhân đậu đỏ.
- Dorayaki, một loại bánh pancake gồm hai miếng bánh nhỏ kẹp nhân đậu đỏ ở giữa. Miếng bánh mềm xốp như bánh bông lan hay castella.
- Imagawayaki: một loại bột nhão có trong bánh kếp. Còn được gọi là Ōban-yaki.
- Manjū: bánh bao hấp hấp với nhân đậu đỏ.
- Oshiruko: hoặc Zenzai, súp đậu adzuki, thường được dùng với bánh giầy mochi
- Sakuramochi, một món ngọt của Nhật Bản bao gồm bánh giầy mochi màu hồng với nhân đậu đỏ (anko) ở giữa và được gói trong lá hoa anh đào ngâm chua (sakura).
- Taiyaki: bánh nướng hình con cá được nhồi nhân đậu đỏ. Hàn Quốc gọi là bungeoppang.
- Yōkan: một món tráng miệng thạch đặc làm từ bột đậu đỏ, thạch và đường.

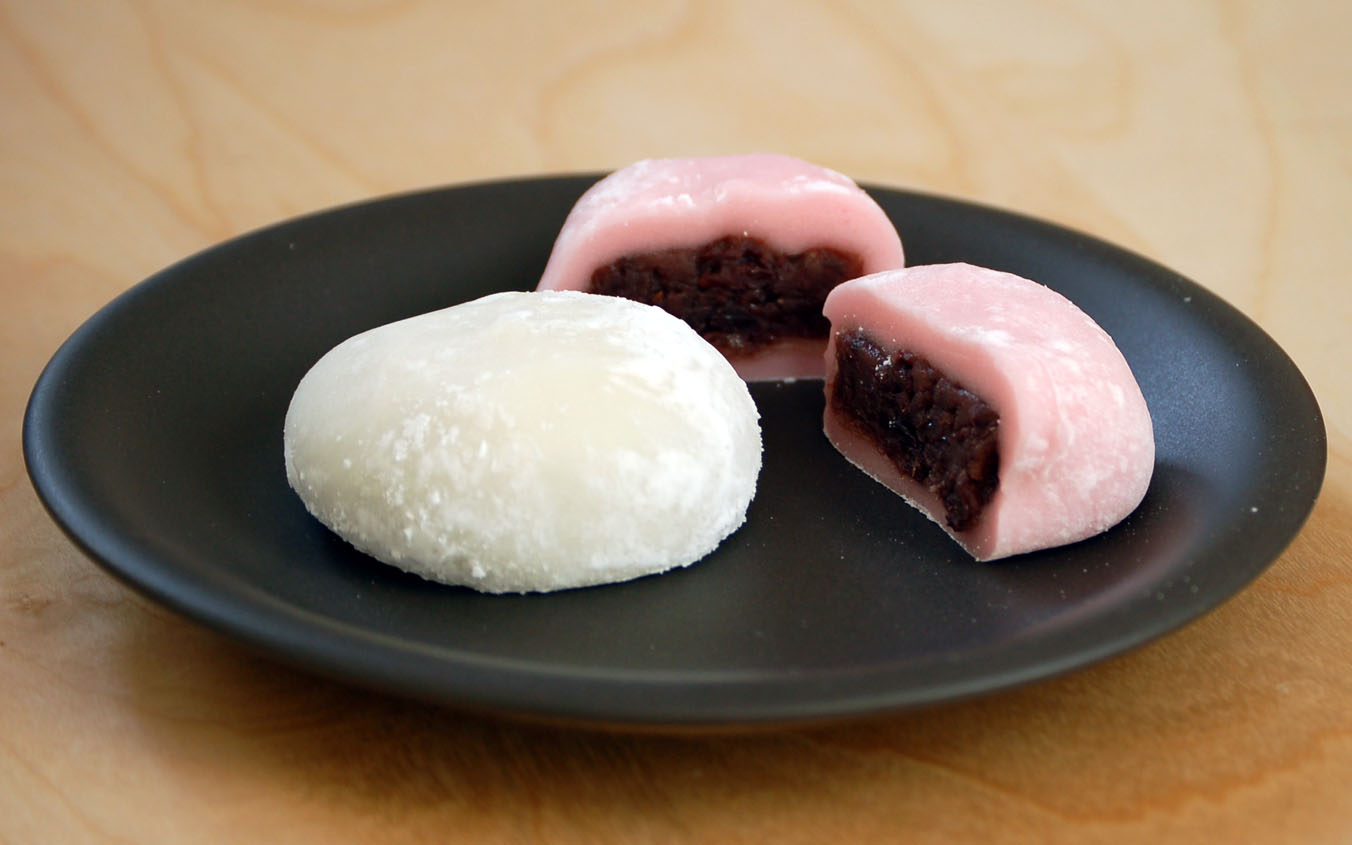
Daifuku nhân đậu đỏ
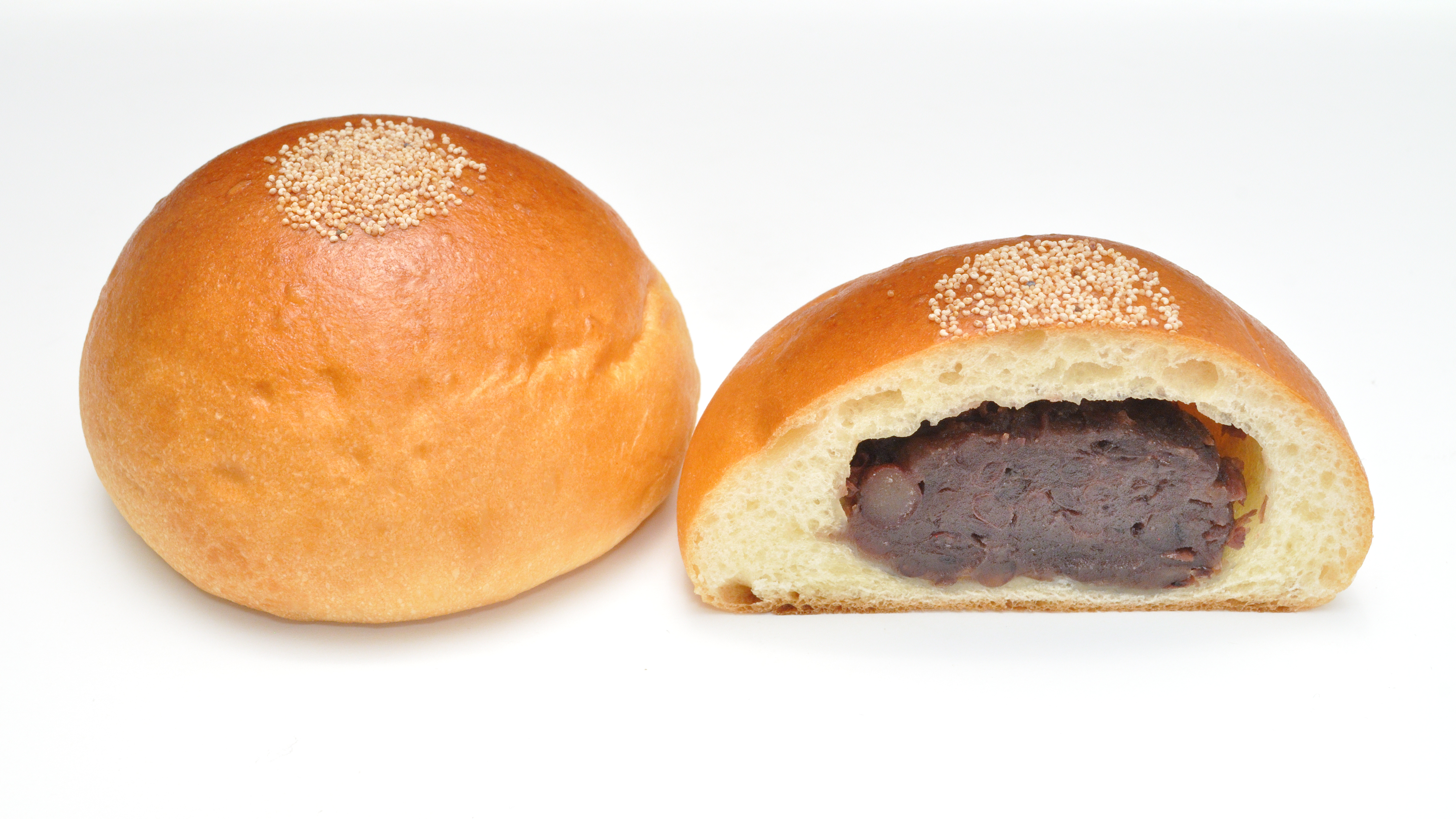
Anpan Nhật Bản
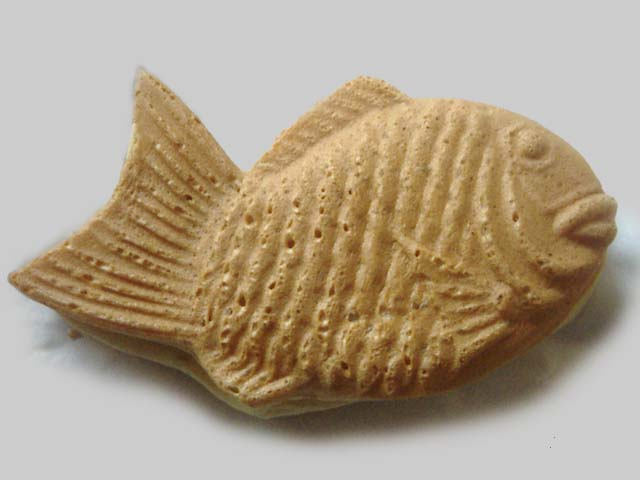
Taiyaki Nhật Bản
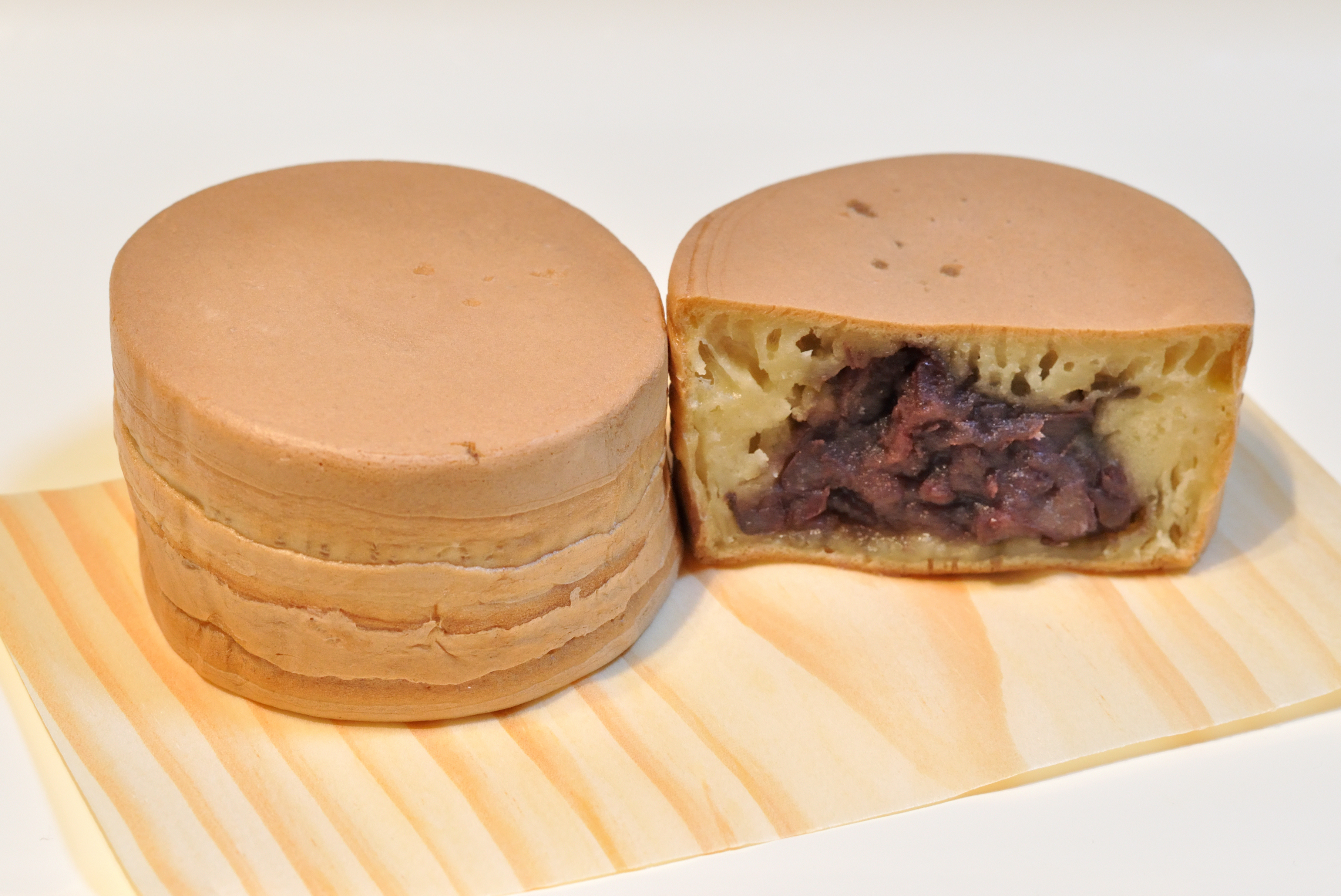
Imagawayaki

### Hàn Quốc
Tương đậu đỏ được sử dụng trong các món ăn nhẹ và món tráng miệng khác nhau của Hàn Quốc, bao gồm:
- Baram-tteok, một loại tteok chứa đầy geopipat-so màu trắng.
- Bungeo-ppang, phiên bản Hàn Quốc của taiyaki.
- Chalbori-ppang, hai chiếc bánh nướng chảo nhỏ và ngọt bao quanh danpat-so ngọt.
- Chapssal donut, một chiếc bánh rán gạo nếp với nhân ngọt ngào danpat-so.
- Gyeongdan, một loại bánh gạo dẻo nhân danpat-so ngọt ngào.
- Hodu-gwaja, một loại bánh quy hình quả óc chó chứa đầy danpat-so ngọt ngào.
- Hoppang, một loại bánh ngọt ấm áp với nhân danpat-so hoặc nokdu-so (nhân đậu xanh) ngọt ngào.
- Hwangnam-ppang, một loại bánh ngọt có in hình hoa cúc ở trên cùng, chứa đầy danpat-so ngọt ngào.
- Jjinppang, một loại bánh ngọt ấm với nhân patso không đường, thường có vỏ của đậu đỏ.
- Kkulppang, một loại bánh ngọt được phủ bằng danpat-so ngọt ngào và được phủ bằng xi-rô ngô.
- Patbingsu, một loại đá bào.
- Songpyeon, một loại bánh tteok với nhiều nhân khác nhau bao gồm patso không đường, ngọt (danpat-so), hoặc trắng (geopipat-so).
- Ttongppang, một loại bánh ngọt hình poo chứa đầy danpat-so ngọt.

Jjinppang đầy patso Jjinppang đầy patso
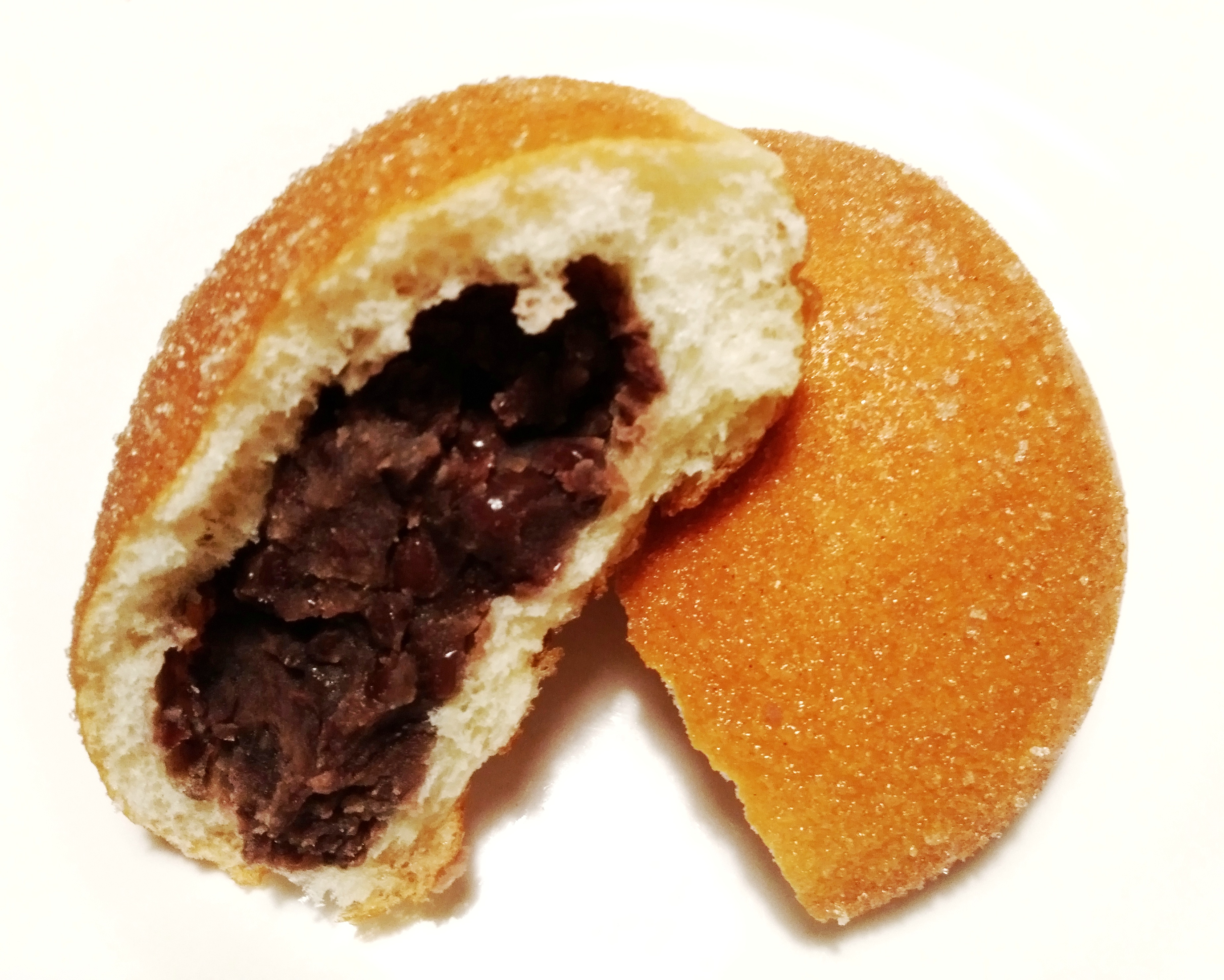
Danpat- doneot chứa đầy danpat-so
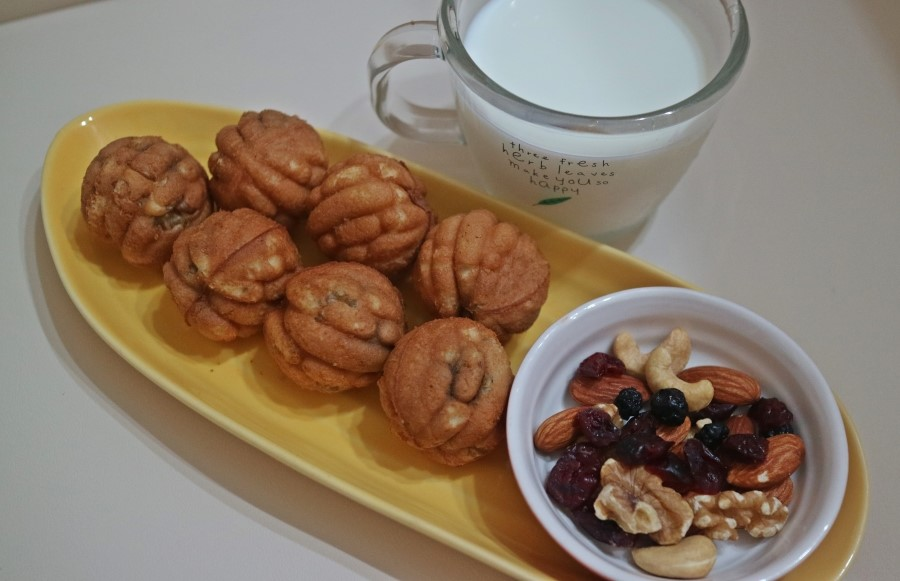
Hodu-gwaja chứa đầy danpat-so
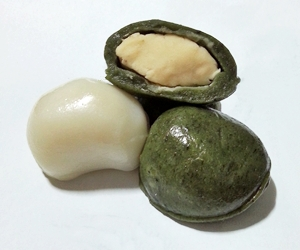
Baram-tteok chứa đầy geopipat-so